# Billie Jean King
Billie Jean Moffitt King, född 22 november 1943 i Long Beach, Kalifornien, är en amerikansk tennisspelare. Billie Jean King rankades 1966–1968, 1971 och 1974 som världsetta. Ännu som 40-åring (1983) rankades hon som nummer 13 i världen.
Hon upptogs 1987 i International Tennis Hall of Fame.

## Tenniskarriären
Billie Jean King vann totalt 12 singeltitlar i Grand Slam-turneringar, varav sex i  Wimbledonmästerskapen, fyra i US Open och vardera en i Australiska öppna och Franska öppna. I Wimbledon vann hon också tio titlar i dubbel och fyra i mixed dubbel. Hon tog sin första singeltitel i Wimbledonmästerskapen 1966, varvid hon i finalen besegrade brasilianskan Maria Bueno. Året därpå vann hon en "triple crown" i Wimbledon, det vill säga seger i singel, dubbel och mixed dubbel. I Wimbledon finalbesegrade hon 1972 och 1975 Evonne Goolagong och 1973 Chris Evert.  Hon finalbesegrade  Margaret Smith Court i Australiska öppna 1968. Som aktiv lagmedlem bidrog hon till flera amerikanska segrar i Federation Cup. Som proffs vann hon 67 turneringar.

## Spelaren och personen
Billie Jean King föredrog som barn fotboll och baseboll, men eftersom tennisträning erbjöds i hennes hemstad , köpte hon en billig tennisracket och började spela. Från början ville hon mest spela  volleyslag framme vid nätet och fick nära nog övertalas att lära sig grundslagen. Hon tränade sedan med stor iver och var 1959 redo för möten med toppspelare i olika mindre turneringar. Redan som 16-åring vann hon dubbelfinalen i Wimbledonmästerskapen. År 1963 var hon uppe i singelfinalen i den turneringen, men förlorade mot Margaret Smith Court. Året därpå reste hon till Australien där hon tränade intensivt. Under vistelsen fulländade hon sitt "serve-volley"-spel och var därefter en mycket svårslagen, lättrörlig attackspelare. Sin storhet som tennisspelare visade hon många gånger när hon efter motgångar, omedelbart kunde resa sig och spela ännu mer fokuserat. Under spel brukade hon ofta högljutt tillrättavisa sig själv när hon förlorat någon boll. 
Efter sin aktiva tenniskarriär verkade hon som framgångsrik tennistränare, bland andra för Lindsay Davenport. Hon har också varit kapten för det amerikanska Federation Cup-laget. 
År 1981, i samband med sin skilsmässa, tillkännagav hon offentligt att hon under 1970-talet haft en homosexuell relation. Hon har senare belönats för upplysningsinsatser i kampen mot AIDS.

## Billie Jean Kings betydelse för damtennisen

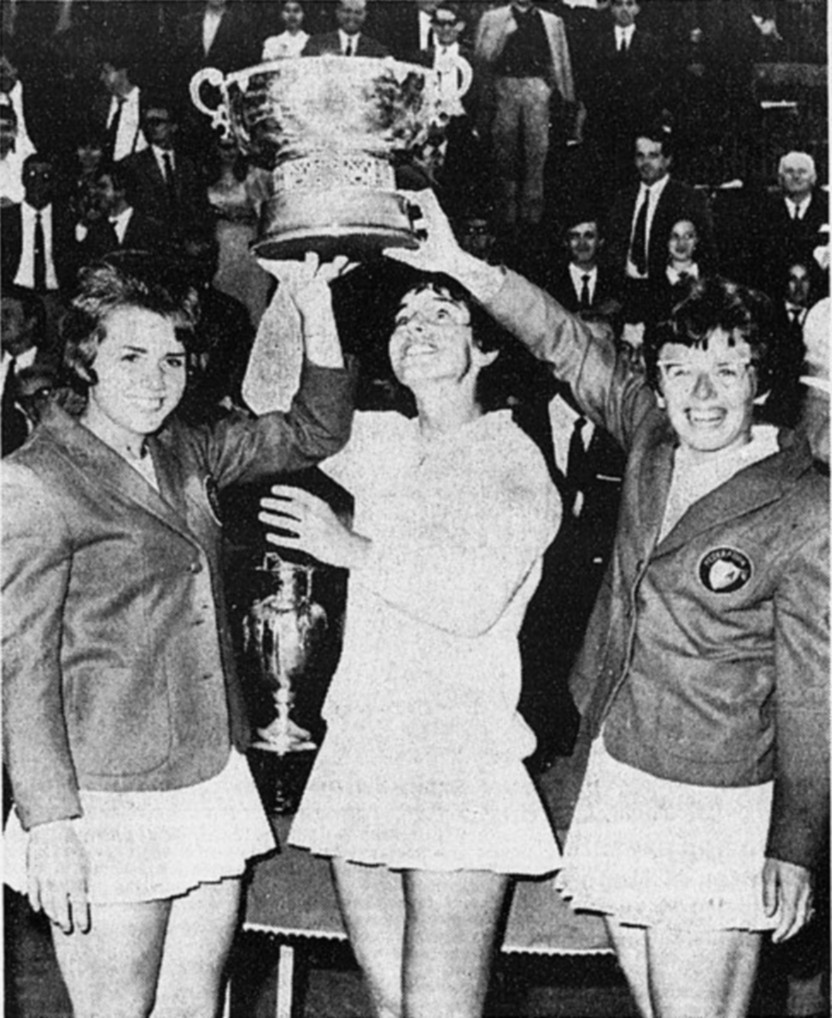
Carole Caldwell Graebner, Julie Heldman och Billie Jean King i Turin, Italien, 1966.

Billie Jean King är känd främst som en utomordentligt skicklig tennisspelare, men också som en temperamentsfull och oförtröttlig företrädare för kvinnors rättigheter på och utanför tennisbanan. År 1968 blev hon professionell tennisspelare. Hon kom då, genom hårt, kompromisslöst och också framgångsrikt arbete att spela en avgörande roll för etableringen av en proffstour för damtennis, med tobaksbolaget Philip Morris som huvudsponsor, känd under beteckningen the Virginia Slims Circuit (senare WTA-touren) skild från herrarnas. Detta medförde också kraftigt ökade satsning för damproffs. Hon var sålunda en av grundarna av WTA, som i dag (2005) administrerar 62 turneringar inkluderande Fed Cup och Grand Slam-turneringarna. Hon var också under en period president för WTA.
År 1973 besegrade hon den 55-årige före detta proffsspelaren Bobby Riggs i vad som kallades "kampen mellan könen". Hon vann den mycket uppmärksammade matchen, som också sändes i TV, med 6-4, 6-3, 6-3. Hennes seger anses ha haft stor betydelse för ökad uppmärksamhet av idrott som utövas av kvinnor.

## Grand Slam-finaler, singel

### Titlar (12)
| År       | Mästerskap               | Finalmotståndare     | Setsiffror    |
| 1966     | Wimbledon                | Maria Bueno          | 6-3, 3-6, 6-1 |
| 1967     | Wimbledon (2)            | Ann Haydon Jones     | 6-3, 6-4      |
| 1967     | Amerikanska mästerskapen | Ann Haydon Jones     | 11-9, 6-4     |
| 1968     | Australiska mästerskapen | Margaret Smith Court | 6-1, 6-2      |
| Open Era |                          |                      |               |
| 1968     | Wimbledon (3)            | Judith Tegart        | 9-7, 7-5      |
| 1971     | US Open (2)              | Rosie Casals         | 6-4, 7-6      |
| 1972     | Franska öppna            | Evonne Goolagong     | 6-3, 6-3      |
| 1972     | Wimbledon (4)            | Evonne Goolagong     | 6-3, 6-3      |
| 1972     | US Open (3)              | Kerry Reid           | 6-3, 7-5      |
| 1973     | Wimbledon (5)            | Chris Evert          | 6-0, 7-5      |
| 1974     | US Open (4)              | Evonne Goolagong     | 3-6, 6-3, 7-5 |
| 1975     | Wimbledon (6)            | Evonne Goolagong     | 6-0, 6-1      |

### Finalförluster i singel (Runner ups) (6)
| År        | Mästerskap               | Finalmotståndare     | Setsiffror    |
| 1963      | Wimbledon                | Margaret Smith Court | 6-3, 6-4      |
| 1965      | Amerikanska mästerskapen | Margaret Smith Court | 8-6, 7-5      |
| Open Era: |                          |                      |               |
| 1968      | US Open                  | Virginia Wade        | 6-4, 6-2      |
| 1969      | Australiska öppna        | Margaret Smith Court | 6-4, 6-1      |
| 1969      | Wimbledon                | Ann Haydon Jones     | 3-6, 6-3, 6-2 |
| 1970      | Wimbledon                | Margaret Smith Court | 14-12, 11-9   |

## ÖvrigaGrand Slam-titlar (27)
(Observera att mästerskapen blev öppna först under säsongen 1968.)
- Australiska öppna
  - Mixed Dubbel, 1968
- Franska öppna
  - Dubbel, 1972
  - Mixed Dubbel, 1967, 1970
- Wimbledonmästerskapen
  - Dubbel, 1961, 1962, 1965, 1967, 1968, 1970, 1971, 1972, 1973, 1979
  - Mixed Dubbel, 1967, 1971, 1973, 1974
- US Open
  - Dubbel, 1964, 1967, 1974, 1978, 1980
  - Mixed Dubbel, 1967, 1971, 1973, 1976